# Ізбешешть (Арджеш)
Ізбешешть, Ізбешешті (рум. Izbășești) — село у повіті Арджеш в Румунії. Входить до складу комуни Столніч.
Село розташоване на відстані 105 км на захід від Бухареста, 31 км на південь від Пітешть, 81 км на схід від Крайови, 135 км на південний захід від Брашова.

## Населення
За даними перепису населення 2002 року у селі проживали 396 осіб, усі — румуни. Усі жителі села рідною мовою назвали румунську.